# 帕拉藻目
帕拉藻目（学名：Paraliales）为硅藻纲的一个目。

## 下级分类
本目包括以下科：
- 帕拉藻科 Paraliaceae
- Radialiplicataceae